# V1794 Cygni
V1794 Cygni eller HD 199178 är en ensam stjärna i mellersta delen av stjärnbilden Svanen. Den har en skenbar magnitud av ca 7,23 och kräver en stark handkikare eller ett mindre teleskop för att kunna observeras. Baserat på parallax enligt Gaia Early Data Release 3 på ca 8,89 mas beräknas den befinna sig på ett avstånd av  ca 367 ljusår (ca 113 parsec) från solen. Den rör sig närmare solen med en heliocentrisk radialhastighet av ca -31 km/s. Den ligger överlagrad i ett område med svag nebulositet väster om Nordamerikanebulosan.

## Observation
Spektrografier av HD 199178 tagna 1926 visade ovanligt diffusa linjer för en stjärna av dess typ. År 1981 noterades en brett, varierande emission av alfaväte, och stjärnan visade en fotometrisk variation med en period på några dygn. Den visade extrem rotationsbreddning av absorptionslinjerna men ingen variation i radiell hastighet. Förekomsten av en klass av enkla, kalla, snabbt roterande jättestjärnor som FK Com och HD 199178 blev ett bryderi för astronomer. Stjärnan visade en variabel polarisation med en period av fyra dygn, vilket tyder på kromosfärisk aktivitet med en asymmetrisk fördelning av stjärnfläckar och faculae, modulerade genom rotation. Fotometriska mätningar fastställde 1983 en rotationsperiod på 3,337 dygn.

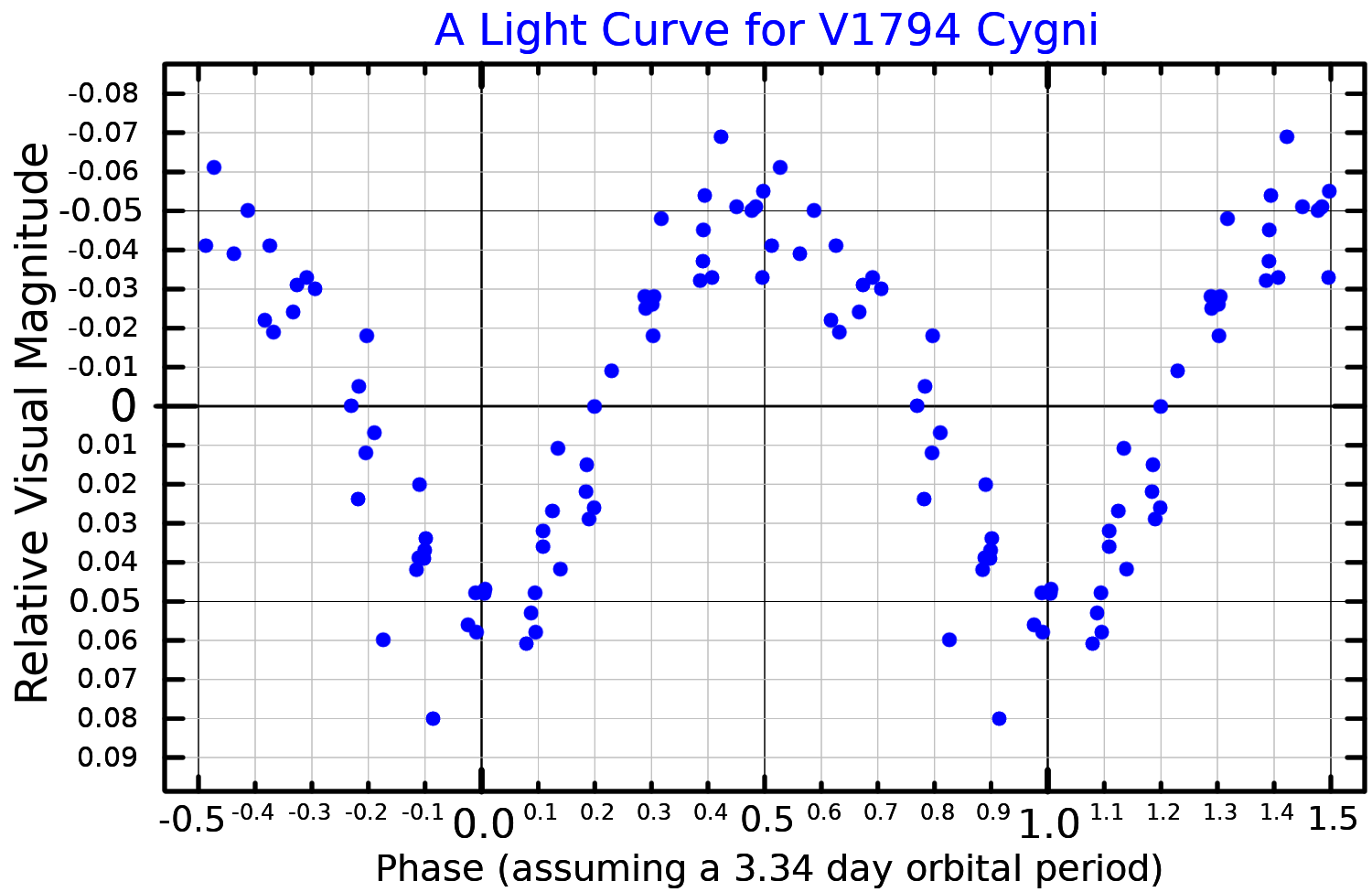
Ljuskurva i visuella bandet för V1794 Cygni, plottad från Strassmeier et al.

V1794 Cygni klassificerades 1999 som en Herbig-Ae/Be-stjärna i en katalog av UX Orionis-stjärnor. Detta visade sig dock vara felaktigt på grund av stjärnans snabba rotation jämfört med andra jättar och den klassificeras nu som en FK Comae Berenices-variabel. Spektralklass för V1794 Cygni är G7III-IVne, vilken matchar en utvecklad underjätte/jättestjärna med emissionslinjer (e) plus "nebulösa" linjer (n) på grund av snabb rotation. Den korsar för närvarande Hertzsprung-gapet, vilket tyder på att den har upphört med nukleär fusion av väte.

## Egenskaper
Primärstjärnan V1794 Cygni är en gul till vit, jättestjärna eller underjätte av spektralklass G7III-IVne. Den har en massa av ca 1,7 solmassa, en radie av ca 6 solradier och utsänder energi från dess fotosfär motsvarande ca 13 gånger solen vid en effektiv temperatur av ca 5 200 K. För att vara en jättestjärna har den en exceptionellt hög röntgenstrålning, vilket tyder på att det finns en hög yttäthet av aktiva regioner.